# Kamienica przy ulicy Ostrówek 10/11 w Poznaniu

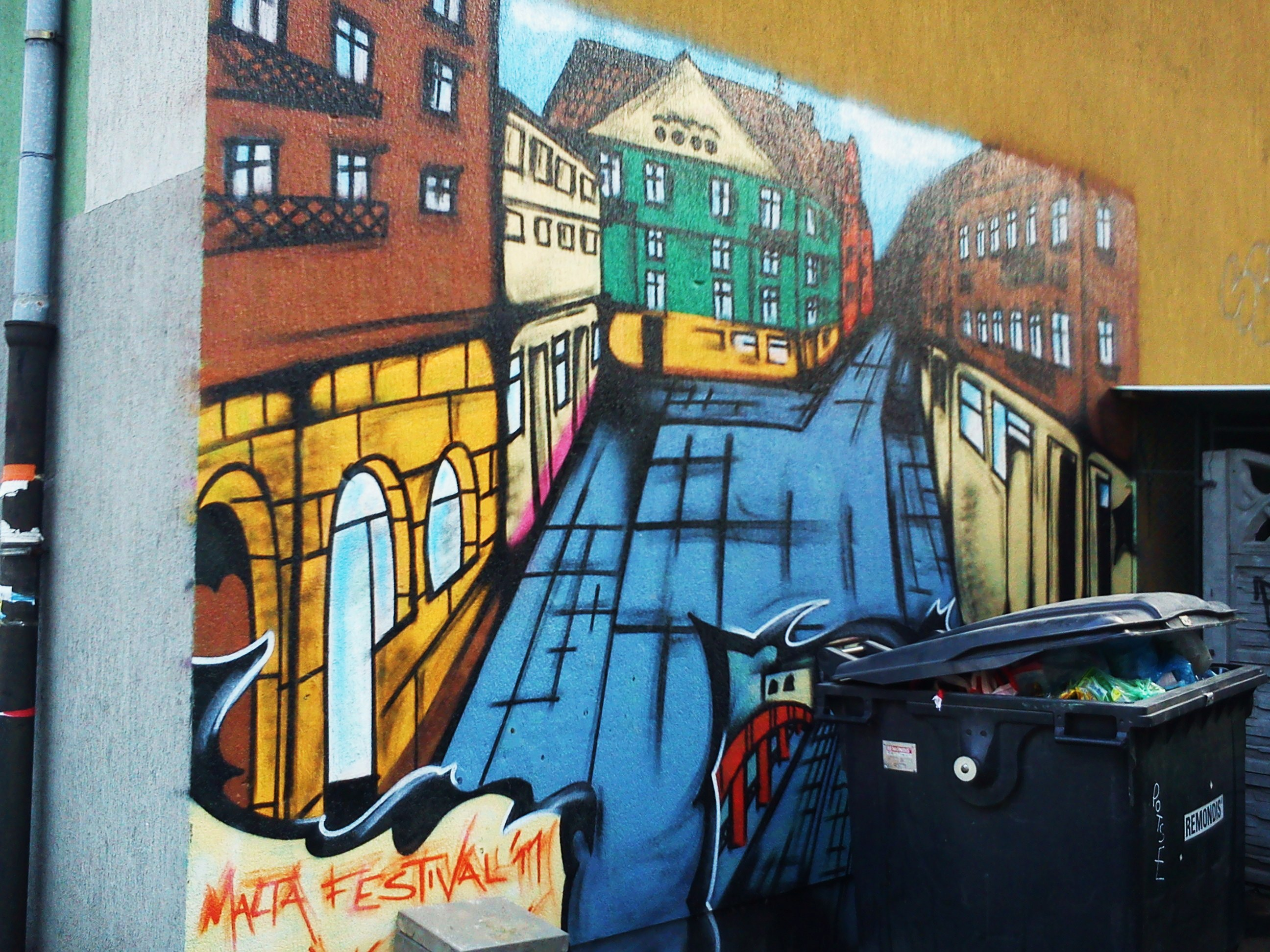
Kamienica na grafitii (brązowa po lewej)

Kamienica przy ulicy Ostrówek 10/11 – kamienica w Poznaniu, na Śródce. Pochodzi ona z 1904 roku i stoi na dwóch scalonych posesjach (10 i 11).

## Historia
Od lat 30. XIX wieku na obu działkach stały domy kalenicowe.
Już w 1804 roku na tej posesji stał podpiwniczony budynek z konstrukcją szkieletową, wówczas właścicielem był Trawienski. W 1834 budynek należał do Reginy Stęszewskiej. W 1850 w związku z powodzią właściciel Roch Czapiński pożyczył w Towarzystwie Ogniowym 5 talarów. W latach 1862–1865 budynek należał do Josefha Schenka. W 1874 właściciel Albert Lewicki, budynek zburzono a na jego miejscu zbudowano nowy jednopiętrowy z piwnicą. Ostatnim właścicielem w latach 1901–1904 był stolarz Grusiewicz.
Akta Towarzystwa Ogniowego stwierdzają, że w 1836 roku, na posesji stoi jednopiętrowy, podpiwniczony dom, a jego właściciele jest Wilhelm Mihram. W latach 1846–1849 posesja należała do Piotra Andrzejewskiego, a w latach 1855–1866 do rodziny Ziltzów. Ostatnim właścicielem w latach 1901–1904 był Josef Bayerlein.
W 1904 roku obie posesje z planem zburzenia starych zabudowań i postawienia nowej kamienicy kupił Stanisław Kosmowski. W księdze adresowej dla miasta Poznania z 1905, pojawił się scalony numer posesji – 10/11. W 1910 właścicielem budynku był Dalkowski. W roku 1916 kamienica była siedzibą Banku Przemysłowców. W 1926 jej właścicielem był rzeźnik Władysław Syller.

## Architektura
Kamienica czynszowa, wraz z oficyną oraz lokalami sklepowymi. Typowy dla ówczesnego budownictwa układ mieszkań – pokoje dzienne od frontu, kuchnia i sypialnia od podwórza. Budynek został zbudowany z jednolitej cegły, produkowanej maszynowo. Fasada jest zgodna z trendami początku XX wieku. Jest mieszaniną historyzmu i secesji. Przyziemia i naroża są boniowane. Opaski okienne posiadają klińce. Trzecie piętro posiadało dekoracje sztukatorskie, w formie ornamentów roślinnych. Szeroka przejazdowa sień prowadzi do wnętrza budynku. W sieni znajdują się cztery malowidła ścienne, przedstawiające krajobrazy Pienin. Obramowane są secesyjnymi ramami sztukatorskimi.